# Nurullah Ataç
Nurullah Ataç (23. srpna 1898  –  17. května 1957) byl turecký spisovatel, básník a literární kritik.

## Životopis
Narodil se 23. srpna roku 1898 v Istanbulu, tehdejším hlavním městě Osmanské říše. Studoval na střední škole Galatasaray a na literární fakultě Istanbulské univerzity. Po smrti svého otce roku 1921 pracoval jako učitel francouzštiny na různých istanbulských školách. Po vyhlášení Turecké republiky působil také v Ankaře a Adaně. Roku 1926 se oženil s Leman Ataçovou.
Byl jmenován oficiálním překladatelem prezidenta. Působil také jako předseda mediální pobočky Asociace tureckého jazyka. Za svůj život přeložil více než 70 knih do turečtiny.
Zemřel 17. května roku 1957 v Ankaře.

## Dílo
Seznam napsaných knih:
- Günlerin Getirdiği (1946)
- Sözden Söze (1952)
- Karalama Defteri (1953)
- Ararken (1954)
- Diyelim (1954)
- Söz Arasında (1957)
- Okuruma Mektuplar (1958)
- Günce (1960)
- Prospero ile Caliban (1961)
- Söyleşiler (1962)
- Günce 1-2  (1972)
- Dergilerde (1980)